# Sphecodes prosphorus
Sphecodes prosphorus là một loài Hymenoptera trong họ Halictidae. Loài này được Lovell & Cockerell mô tả khoa học năm 1907.